# Linea del Mareth
La linea del Mareth fu un sistema di fortificazioni, lungo 50 km, costruito dai francesi presso la città costiera di Médenine, nel sud della Tunisia, fino alle colline di Matmata, prima dello scoppio della seconda guerra mondiale. Progettata per difendersi da un'eventuale invasione italiana dalla Libia, dopo la sconfitta della Francia venne occupata dalle forze dell'Asse, e da esse usata per difendersi dagli inglesi nel 1943.
Dopo la vittoria conseguita dalle forze alleate ad El Alamein, le truppe tedesche ed italiane vennero costrette ad una veloce ritirata attraverso la Libia settentrionale verso la Tunisia. L'Eighth Army del generale britannico Bernard Montgomery fecero sosta presso Médenine prima di sferrare la nuova offensiva tesa a spingere le forze dell'Asse proprio all'interno della linea del Mareth. Dopo il tentativo fallito da parte della 1ª Armata italiana, comandata dal generale Giovanni Messe di evitare l'imbottigliamento nella linea del Mareth con l'operazione Capri, italiani e tedeschi si ritirarono nella linea difensiva in attesa dell'assalto britannico. Un primo attacco venne sferrato il 19 marzo 1943 con l'operazione Pugilist quando la 50ª Divisione di Fanteria britannica, dopo un iniziale successo con sfondamento della linea presso Zarat, venne ricacciata indietro dalla 15ª Divisione Panzer tedesca il 22 marzo.

## Antefatti

### Strategia francese
Negli anni 1930, la difesa dell'Impero coloniale francese (ovvero la Indocina francese, le isole del Pacifico, le Antille francesi, le colonie africane e il mandato francese della Siria e del Libano) fu affidata alla Légion étrangère, alle unità coloniali e "native", alla Marine nationale e alla Armée de l'Air. Alla fine degli anni 1930, la marina possedeva una sola portaerei mentre l'aeronautica militare poteva essere rifornita solamente di aerei di seconda classe. L'Algeria, il Marocco e la Tunisia fornirono gran parte dei soldati all'Armée coloniale, inoltre con la Libia italiana ad est, la Tunisia fu trascurata per dare maggiore importanza alla difesa della Francia metropolitana. I piani francesi per la difesa della Tunisia presupponevano che l'Italia avrebbe lanciato un assalto travolgente a cui la Francia non poteva facilmente opporsi. I francesi si aspettavano che l'Italia avrebbe lanciato attacchi contro l'Egitto e la Tunisia non appena la guerra fosse stata dichiarata, con la Marina militare italiana che avrebbe bloccato i rifornimenti ed eventuali aiuti anglo-francesi. Le difese francesi della Tunisia comprendevano sei divisioni di fanteria, una divisione da fortezza e una divisione di cavalleria, capaci solo di effettuare operazioni locali con obiettivi limitati. L'Armée de terre iniziò a considerare l'idea di costruire una "linea Maginot nel deserto" che successivamente sarebbe diventata la linea del Mareth.

### Geografia

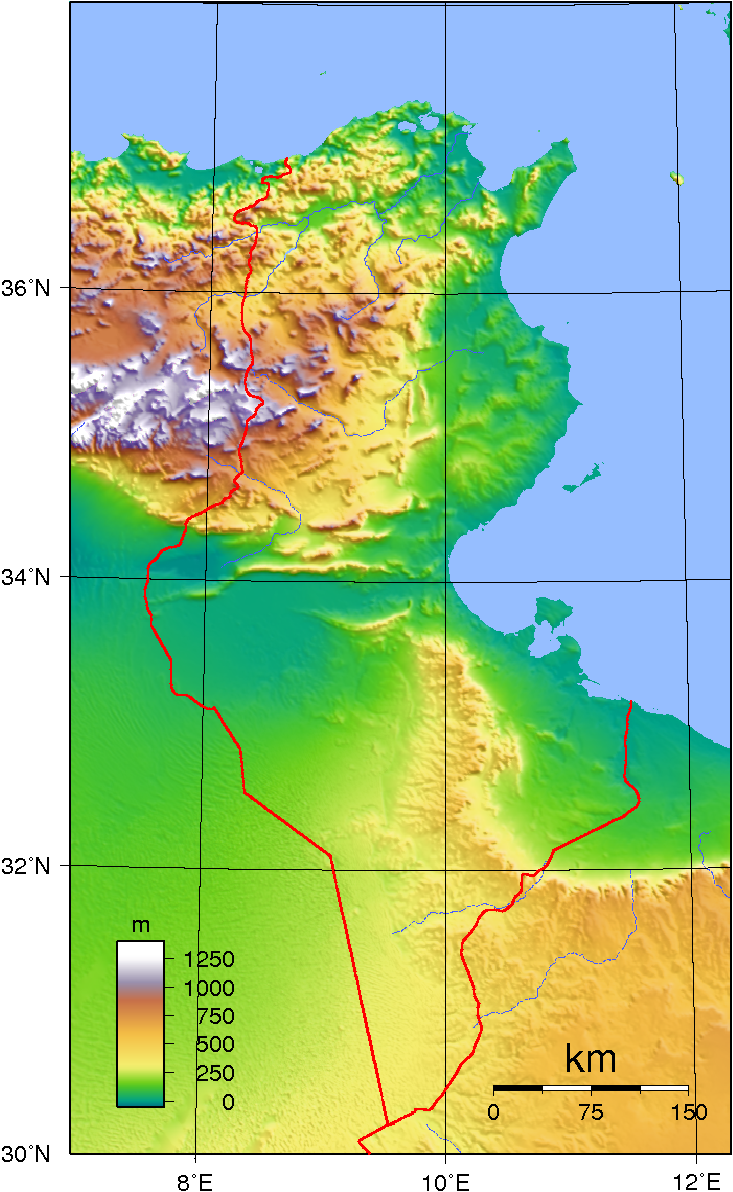
Mappa topografica della Tunisia

La Tunisia centrale è caratterizzata dalla catena montuosa dell'Atlante, mentre le aree settentrionali e meridionali sono in gran parte pianeggianti. La caratteristica principale a sud sono le colline di Matmata, che percorrono da nord a sud parallelamente alla costa mediterranea. Ad ovest delle colline, vi si trovano l'inospitale terra del Jebel Dahar e la regione desertica del Dehar, rendendo la regione delle colline di Matmata e la costa l'unico approccio facilmente attraversabile a nord della Tunisia. Una linea più piccola di colline corre da est a ovest lungo il bordo settentrionale delle colline di Matmata, complicando ulteriormente questo approccio. All'estremità settentrionale delle colline di Matmata si trova il Tebaga Gap. Dal Mediterraneo si eleva dolcemente verso le colline di Matmata. La pianura è costituita da ghiaie e sabbie, con saline tra le zone sabbiose che si trasformano in torbiere dopo una pioggia leggera, rendendole inagibili per i veicoli a motore. Ci sono numerosi uidian dalle colline al mare, tra cui il più grande uadi lo Zeuss e il Zigzaou. Nell'entroterra, le sorgenti degli uadi sono ripide e rocciose, si allargano in prossimità della costa, i letti presentano ruscelli o fondali fangosi, con aree più solide attraversabili dai veicoli.

### Pianificazioni
Nel gennaio 1934, ebbe inizio la pianificazione delle nuove fortificazioni; gli ufficiali di fanteria selezionarono i siti in base ai luoghi difensivi per sfruttare al meglio il terreno con campi di fuoco sovrapposti. Nel 1936, il governo francese fornì i fondi per la costruzione della linea, dopo che l'Italia formò l'Asse Roma-Berlino con la Germania, di conseguenza si venne a creare una minaccia più concreta per la sicurezza francese in Nord Africa. Le casematte progettate per la linea avevano poco calcestruzzo rispetto ai suoi omologhi in Francia, inoltre non avevano le fosse ma una porta ben stabile, nel caso in cui la parte inferiore rimanesse bloccata dai detriti. Nel settembre 1936, durante un incontro con il generale Alphonse Georges, fu concordato che la fortificazione di Mareth, Bizerte, Médenine, Ben Gardane e Tataouine dovevano essere completate. Le fortificazioni di Médenine e Ben Gardane erano ad ovest, mentre quelle di Tataouine ad est, si trovavano tutte quante a sud dalla linea proposta, oltretutto Tataouine era il luogo in cui le rotte per Mareth passavano attraverso il collo di bottiglia tra i monti Matmata e il mare.
La linea era suddivisa in settori orientali e occidentali con due linee, una principale di resistenza e una di riserva distante 1,5 km circa da quella principale. Un settore difensivo doveva essere costruito sull'altopiano roccioso del Dahar, che in seguito divenne parte di un altro settore difensivo sulle colline di Matmata che arrivava fino a Kébili sul bordo del Chott el Jerid. Questo chott e quello di el Fejej attraversavano la Tunisia nel uadi Akarit, quest'ultimo fu fortificato solo approssimativamente, i francesi si concentrarono principalmente sulla linea del Mareth lunga 50 km circa a sud, per coprire Gabès.
Lo spazio non fortificato tra la linea del Mareth e il Grande Erg orientale era un percorso possibile che un invasore poteva intraprendere per aggirare la linea, non fu preso in considerazione fino al 1938. Il generale Georges Catroux e il colonnello Gautsch ispezionarono l'area e nella loro valutazione predissero che tre divisioni avrebbero potuto avanzare dal confine libico a el Hallouf (un villaggio fortificato, detto anche ksar) e Bir Soltane in sei giorni per poi avanzare nelle lacune su entrambi i lati del Djebel Melab e quelli tra il Djebel Tebaga e le colline di Matmata.

## Progettazione e armamento

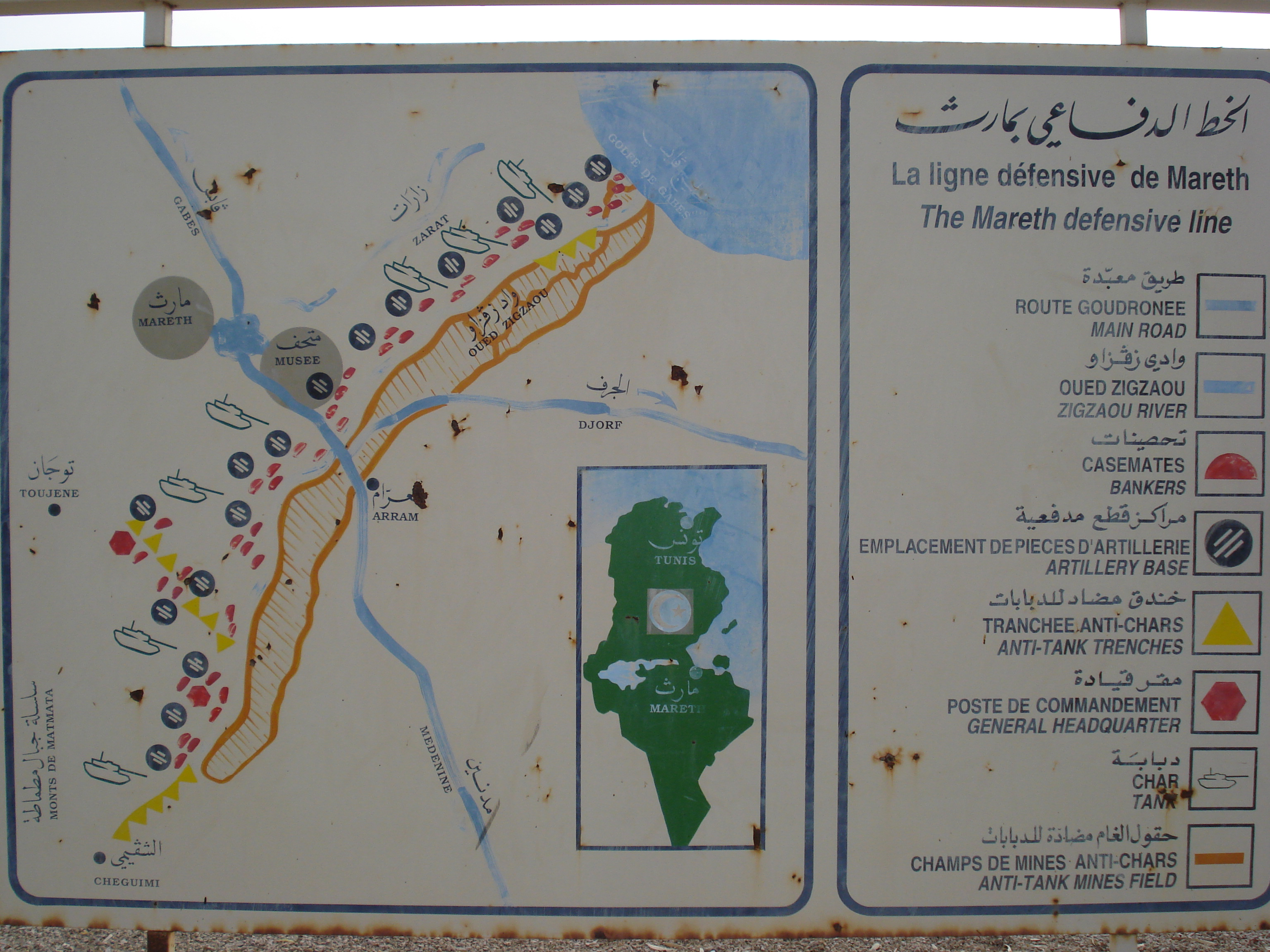
Pannello informativo della linea del Mareth

La linea del Mareth era costituita da casematte circondate dal filo spinato e costruite per una difesa a 360 gradi nelle linee principali e di riserva, gli ostacoli erano raddoppiati sui fronti e sui lati. Le fortificazioni difensive della linea principale erano le casematte con mitragliatrici fiancheggianti e le postazioni anticarro; mentre nella linea di riserva le postazioni di artiglieria fornivano fuoco di copertura negli spazi scoperti tra le fortificazioni della linea principale. Alcune delle casematte con mitragliatrici che coprivano gli spazi scoperti erano collegate da gallerie. Un ostacolo anticarro di rotaie verticali venne costruito lungo la parte anteriore della linea visto che i lati dello uadi Zigzaou erano ripidi. Furono costruite otto casematte di artiglieria, quaranta di fanteria e quindici postazioni di comando. Il settore orientale aveva dodici fortificazioni difensive nella linea principale e undici in quella di riserva.
Sulle colline di Matmata, lo ksar el Hallouf copriva un fossato anticarro che continuava la posizione oltre la linea principale e terminava ai piedi delle colline. Una postazione di fanteria fu scavata nelle colline di Matmata a el Hallouf e oltre il Dahar, un fortino a Bir Soltane era dotato di due torrette da 75 mm, rimosse dai carri armati Char 2C costruiti nel 1918. A Ben Gardane fu costruita una posizione avanzata costituita da una piccola piazza all'interno di un fossato anticarro con casematte sui fianchi e rifugi di fanteria in calcestruzzo. Alcune piccole fortificazioni difensive triangolari furono costruite agli angoli ed erano circondate da ostacoli ferroviari anticarro.
La linea del Mareth era equipaggiata con cannoni navali da 75 mm e 47 mm, obsoleti in quel periodo, per la difesa anticarro ma era dotata anche dei nuovi cannoni Hotchkiss da 25 mm e armi leggere per la fanteria. La maggior parte delle casematte di artiglieria erano dotate di cannoni da 75 mm mentre le altre fortificazioni avevano feritoie per le armi automatiche. Nel 1938 i lavori sulla linea del Mareth furono talmente importanti che i lavori sulle difese costiere furono interrotti e nel 1939 la linea fu occupata da divisioni coloniali e da alcune unità locali. In seguito allo scoppio della seconda guerra mondiale, una linea di posizioni avanzate (le avant-postes) venne costruita su un'altura ad Aram, 10 km a sud dalla linea principale.

## Storia

### Demilitarizzazione e occupazione della Tunisia
La seconda guerra mondiale iniziò nel 1939 ma la linea del Mareth rimase inattiva dal 1939 al 1940, poiché l'Italia rimase neutrale fino a pochi giorni prima dell'secondo armistizio di Compiègne, dopo di che la linea fu smilitarizzata in seguito alla Commissione Italiana d'Armistizio con la Francia. Nel novembre 1942, la VIII Armata britannica guidata dal generale Bernard Montgomery, sconfisse la Panzerarmee Afrika tedesca nella seconda battaglia di El Alamein mentre la 1ª Armata britannica sbarcò nell'Africa Francese del Nord durante l'operazione Torch. Le forze dell'Asse occuparono la Tunisia durante la campagna di Tunisia e dal novembre 1942 al marzo 1943, la Panzerarmee tedesca condusse una ritirata attraverso l'Egitto e la Libia mentre veniva inseguita dalla VIII Armata britannica. A marzo la VIII Armata raggiunse il confine tra la Libia e la Tunisia e si fermò a Médenine per prepararsi ad attaccare la linea del Mareth. Gli ingegneri dell'Asse costruirono una zona di avamposti dallo uadi Zeuss fino alla linea del Mareth. Furono costruite anche delle Fortificazioni campali a Sidi el Guelaa, a sud di Aram sulla strada principale da Médenine a Mareth, intorno ad Aram e a Bahira. La linea del Mareth fu ristrutturata dopo l'occupazione da parte della Panzerarmee e nel marzo 1943 furono piazzate più di 100 km di filo spinato, 100.000 mine anticarro e 70.000 mine antiuomo, i bunker erano stati rinforzati con il calcestruzzo e armati con cannoni anticarro e antiaerei.

### Battaglia di Médenine

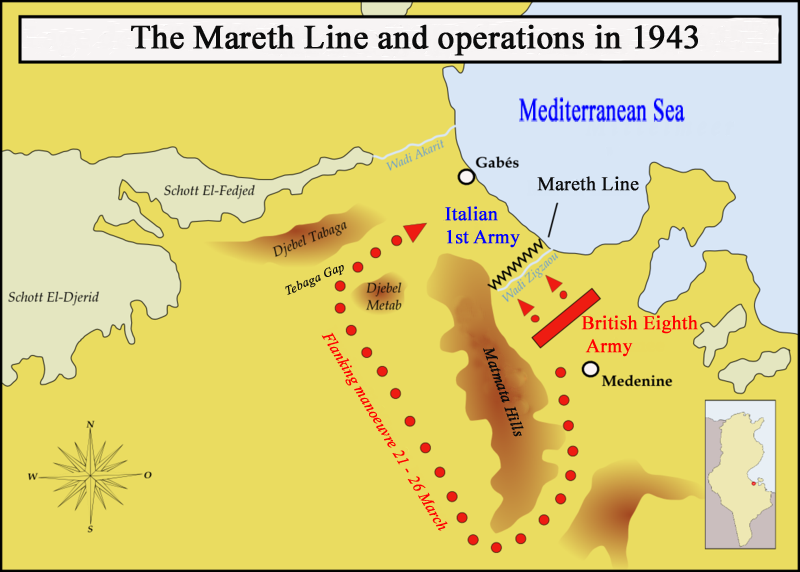
Una mappa che mostra la situazione militare della linea del Mareth e gli attacchi britannici contro di essa nel 1943.

Le forze dell'Asse in contrapposizione alla VIII Armata del British Army era la 1ª Armata del Regio esercito italiano guidata dal generale Giovanni Messe, il 23 febbraio 1943 tentarono un attacco improvviso, si tratta della battaglia di Médenine (durante l'operazione Capri). L'attacco fu un fallimento costoso e le truppe dell'Asse si ritirarono sulla linea del Mareth in attesa dell'attacco imminente da parte del Regno Unito. Erwin Rommel definì la linea del Mareth come "una linea di antiquati fortini francesi, che non erano in alcun modo all'altezza agli standard richiesti dalla guerra moderna...".
La linea era presidiata dalle seguenti divisioni: la 136ª Divisione corazzata "Giovani Fascisti" a Zarat, la 101ª Divisione motorizzata "Trieste" copriva la strada di Gabès–Mareth intorno a Mareth e Aram, la 90. leichte Afrika-Division si trovava ad Aram e Sidi el Guelaa tagliando così la strada e coprendo lo uadi Zeuss, la 80ª Divisione fanteria "La Spezia" si trovava a sud rispetto alla 90. Divisione leggera tedesca, ed infine la 16ª Divisione fanteria "Pistoia" che si trovava a sud dalla Divisione "La Spezia", nei pressi di Beni Kreddache e copriva il passaggio di Hallouf mentre sulla linea stessa era presente solo la 164. leichte Infanterie-Division. La 15. Panzer-Division era composta da 32 carri armati, la cui base operativa era a Zerkine distante circa 8 km a nord-ovest da Mareth. Tra le divisioni in riserva vi era la 21. Panzer-Division a sud-ovest di Gabès e la 10. Panzer-Division a sud-ovest di Sousse, che in totale disponevano di 110 carri armati operativi. La sezione della linea che andava da Djebel Tebaga a Djebel Melab era presidiata dal Raggruppamento sahariano "Mannerini".
Di particolare interesse è stata l'indagine britannica sulla linea del Mareth, riguardanti le posizioni di Zarat, Ouerzi e Ksiba, l'indagine è stata assistita sia dal generale Marcel Rime-Bruneau, ex Capo di Stato Maggiore della guarnigione tunisina che dal capitano Paul Mezan, ex ingegnere della guarnigione sulla linea del Mareth.

### Battaglia della linea del Mareth
Il 19 marzo 1943, la Eighth Army britannica fece un assalto frontale contro la linea del Mareth durante l'operazione Pugilist. La 50ª Divisione fanteria britannica riuscì ad oltrepassare la linea a Zarat ma fu respinta dalla 15. Panzer-Division e dalla Divisione "Giovani Fascisti" il 22 marzo. Prima dell'attacco, la Long Range Desert Group effettuò una ricognizione in cui vide che la linea poteva essere aggirata. Una forza potrebbe passare attraverso le colline meridionali di Matmata, raggiungere il Tebaga Gap da ovest e raggiungere la pianura costiera dietro la linea del Mareth. Durante l'operazione, Montgomery inviò la 2ª Divisione fanteria neozelandese attorno alle colline di Matmata ma il suo attacco rimase confinato sul Tebaga Gap dal 21 al 24 marzo. Per rafforzare l'attacco e fare breccia nelle linee nemiche, Montgomery inviò in supporto la 1ª Divisione corazzata del X Corps. I britannici attaccarono nuovamente con l'operazione Supercharge II il 26 marzo e sfondarono le linee nemiche il giorno successivo. Questo successo, combinato con un altro assalto frontale alla linea del Mareth, rese la posizione indifendibile; la 1ª Armata italiana riuscì a sfuggire all'accerchiamento quando la 1ª Divisione corazzata britannica fu trattenuta a El Hamma, così da permettere alle forze dell'Asse di ritirarsi allo uadi Akarit distante circa 60 km a nord da Mareth.

### Dopoguerra
Dopo la battaglia della linea del Mareth, le fortificazioni difensive furono abbandonate e commemorate al Mareth Museum a Gabès.